# Tropidophorus iniquus
Tropidophorus iniquus är en ödleart som beskrevs av  Lidth De Jeude 1905. Tropidophorus iniquus ingår i släktet Tropidophorus och familjen skinkar. Inga underarter finns listade i Catalogue of Life.